# Res judicata pro veritate habetur
Res judicata pro veritate habetur (parfois res judicata pro veritate accipitur) est une locution latine utilisée en droit et signifiant : « La chose jugée est tenue pour la vérité ». On dit ainsi que lorsqu'une affaire a été traitée par un jugement définitif, un nouveau recours ne saurait à nouveau se prononcer sur la culpabilité.

## Histoire
Un traité de droit de 1871 publié par l'université d'Édimbourg remarque que ce principe, originaire de l'époque de l'Empire romain, permettait à une seule décision de justice de s'appliquer sur le territoire ; mais que l'Europe étant désormais morcelée en différents États, le principe de res judicata pro veritate habetur ne vaut plus que dans le pays où la chose a été jugée.

## Principe
Ce principe du droit permet d'éviter les abus de requérants qui enchaîneraient les recours perpétuellement pour obtenir ce qu'ils pensent être la vérité, quoique le juge ait déjà précédemment rendu justice sur l'affaire. Le juriste Victor-Napoléon Marcadé y voit « une des bases de l'ordre social que la règle légale qui présume vraie toute décision judiciaire ». Un individu jugé coupable ne saurait ainsi, même si son affaire est à nouveau jugée, voir sa culpabilité être retirée.